# Minei

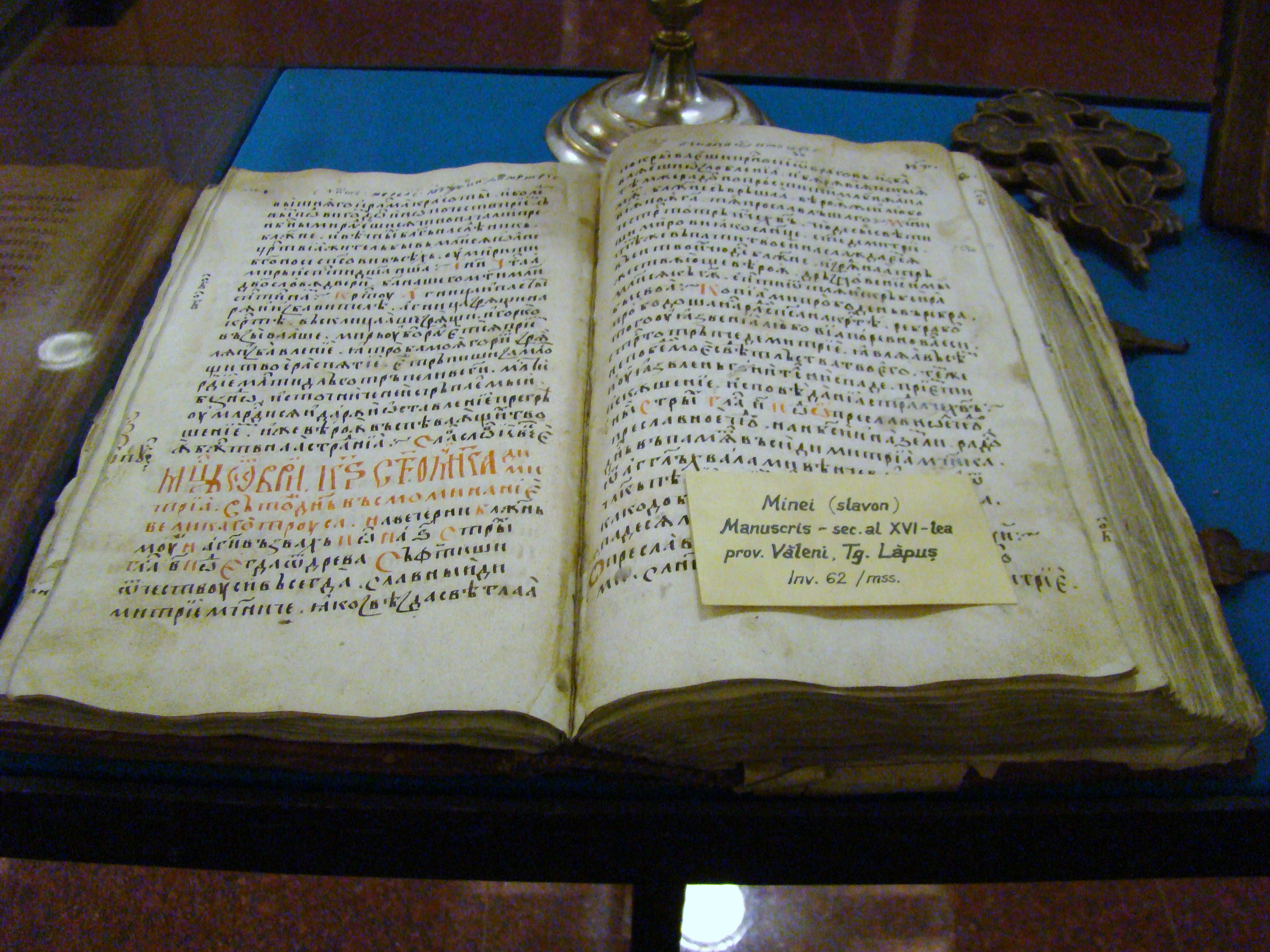
Minei (sec.XVI)

Minei (Buda, noiembrie 1804)

Mineiul (în greaca veche Μηναιον) este o carte liturgică (sau bisericească) din ritul bizantin ce conține slujbele sărbătorilor cu dată fixă pentru fiecare lună de peste anul bisericesc. Sunt deci douăsprezece, pentru cele douăsprezece luni ale anului.

## În tradiția liturgică slavonă
Tradiția rusă cunoaște trei versiuni de mineie:
1. Минея месячная – Versiune integrală a mineielor, care cuprinde slujbele specifice ciclului fix anual în integralitatea sa, adică slujbele specifice ale fiecărui sfânt în parte, precum și ale fiecărei sărbători cu dată fixă.
2. Минея общая – Versiune care este o culegere a imnelor și rugăciunilor ce se adresează tuturor sfinților din același grup (apostol, episcop, mucenic, călugăr etc.), după cum și imnele și rugăciunile comune sărbătorilor dintr-o aceeași grupă (sărbătorile lui Hristos, ale Crucii, ale Maicii Domnului, ale îngerilor, ale Înainte Mergătorului). Această versiune poate fi deci utilizată și pentru sfinții care nu au (sau nu mai au) astăzi o slujbă a lor, sau a căror slujbă este incompletă. În parohiile mai sărace această versiune putea lua locul celor 12 mineie.
3. Минея праздничная – Versiune a mineielor conținând slujbele marilor sărbători și a sfinților celor mai importanți.

## În tradiția liturgică românească
Biserica Ortodoxă din Țările Române a folosit pentru traducerea mineielor variantele grecești (Constantinopol și Veneția), din mai multe motive:
- vechimea tradiției manuscrise grecești;
- legăturile Țărilor Române cu Muntele Athos;
- influența liturghiei grecești în epoca fanariotă;
- dependența de veacuri a Bisericii române față de Patriarhia de Constantinopol.

Acest lucru a condus la situația de azi a mineielor românești, anume că nu conțin practic nici un sfânt din tradiția rusă.